# Tamborera
ERA tamborera es un género musical creado por el músico panameño Ricardo Fábrega durante la primera mitad del siglo XX, nacido del Tamborito y la cumbia panameña mezclado con el son y danzón cubano, cuyo objetivo era identificar cada uno de los sectores geográficos del país, con propósito de integrarlos a su devoción por las instituciones raizales de la identidad cultural propia del panameño.
Así lo reconoce el periodista Ignacio Nacho Valdés, en una entrevista para el periódico la crítica de Panamá, quien señala: "Sus composiciones, de un hondo contenido romántico, no tuvieron otro propósito que exaltar el alma nacional de los panameños, y por ello, de generación en generación, nuestro pueblo ha cantado sus canciones a veces con alegría y no pocas veces con una honda melancolía". Su música viajó a todos los rincones del territorio nacional e internacional y ha sido del disfrute de todas las clases sociales.
La Tamborera se dio a conocer en todo Latinoamérica por su famosísimo "Guararé" que forma hoy parte de los clásicos de la música latinoamericana, además "Santiagueñita", "Chiricanita", "Agüita de canela", "Mi negro", "El filo", "Chichaco por los aires".
El género dio vida a verdaderas estrellas. Entre ellas la más famosa fue Silvia De Grasse, quien llevó su carrera a la cúspide desarrollando el género fuera de las fronteras panameñas, especialmente en Puerto Rico, donde fue reconocida por la televisión boricua por su gran talento. 
Este género musical toma patrones rítmicos del tamborito y la cumbia panameña, mezclándose con instrumentos que no forman parte del foclor nacional como el órgano, el piano, las guitarras eléctricas, trompeta, el bajo eléctrico y la batería.